# Liberal, Kansas
Liberal är en stad (city) i Seward County, i delstaten Kansas, USA. Enligt United States Census Bureau har staden en folkmängd på 20 861 invånare (2011) och en landarea på 30,1 km². Liberal är huvudort i Seward County.